# Scaphotettix longistyleus
Scaphotettix longistyleus är en insektsart som beskrevs av Li och Wang 2005. Scaphotettix longistyleus ingår i släktet Scaphotettix och familjen dvärgstritar. Inga underarter finns listade i Catalogue of Life.